# جوليا نشيوات
جوليا نشيوات (بالإنجليزية: Julia Nesheiwat)‏ (1975-) سياسية أمريكية من أصل أردني، مستشارة الأمن الداخلي العاشر، في 21 فبراير 2020. كما شغلت منصب نائبة مساعد وزير الخارجية الأسبق ريكس تيلرسون.

## حياتها
ولدت جوليا لأسرة مسيحية أردنية في الولايات المتحدة عام 1975، وهي من أب أردني وأم أردنية وتحمل الجنسية الأمريكية، وحاصلة على الدكتوراه من معهد طوكيو للتكنولوجيا في اليابان، والماجستير من جامعة جورجتاون الأمريكية، وهي خريجة جامعة ستيتسون الأمريكية قسم علم الاجتماع.

## مناصبها
شغلت سابقا منصب نائبة وزير الخارجية الأمريكي السابق ريكس تيلرسون، وشغلت منصب رئيسة أركان السياسة في مكتب مدير الاستخبارات الوطنية في إدارة الرئيس الأمريكي السابق جورج دبليو بوش، وفي ولاية فلوريدا، عملت لصالح حاكم الولاية رون ديسانتيس الذي يعد الولاية للكوارث الطبيعية، وتحديدًا «الآثار البيئية والمادية والاقتصادية لارتفاع مستوى سطح البحر»، كما عملت ضابطة استخبارات سابقة بالجيش الأمريكي، وخلال تلك الفترة أوفدت لمهمة عمل في العراق كمستشارة سياسية وعسكرية لبول بريمر.، كما شغلت منصب نائبة روبرت أوبراين، حين كان مبعوث الرئاسة الأمريكية لشؤون الرهائن، ثم تولت منصب المبعوثة بالإنابة بعد مغادرة روبرت أوبراين المنصب.